# Didymocarpus nanophyton
Didymocarpus nanophyton là một loài thực vật có hoa trong họ Tai voi. Loài này được C.Y.Wu ex H.W.Li mô tả khoa học đầu tiên năm 1983.